# Ortatürk
Ortatürk tili ("Middelturks", of letterlijker: "gemiddelde Turkse taal"), later ook Öztürk tili ("kern-Turks") is een zonale hulptaal voor sprekers van de Turkse talen, die werd ontworpen door de Oezbeekse filosoof Baxtiyor Karimov met het uitgangspunt een taal te creëren die de culturele banden tussen de Turkse volkeren kan versterken en de communicatie tussen hen kan bevorderen. De taal, die geworteld is in het panturkisme, is gebaseerd op Panturkse universalia en tot stand gekomen door middel van computergestuurde mathematische taalkunde.

## Geschiedenis
De idee van een pan-Turkse taal is niet nieuw. In de middeleeuwen diende in Centraal-Azië het Karachanidisch, ook wel Türki genoemd en later gevolgd door het Tsjagatai, als gedeelde schrijftaal voor de Turkse volken; deze taal zou ook van invloed zijn op de latere schrijftalen van onder meer de Tataren. In de laatste twee decennia van de 19e eeuw propageerde de Krim-Tataarse intellectueel en panturkist Ismail Gasprinski (1851-1914) een gemeenschappelijke Turkse taal, die gebaseerd was op het Osmaans, maar ontdaan van de talrijke Arabische en Perzische leenwoorden. Hij gebruikte deze taal in het door hemzelf uitgegeven tijdschrift Terciman ("vertaler"), dat tussen 1883 en 1918 verscheen.

### Ortatürk
De uitgangspunten van het Ortatürk werden voor het eerst geformuleerd door de in 1949 geboren Oezbeekse wetenschapper Baxtiyor Rahmonovich Karimov, hoogleraar filosofie aan de Universiteit van Tasjkent. In 1974 begon hij, samen met zijn medewerker Shoahmad Mutalov, met het ontwikkelen van een op wiskundige formules gebaseerd model voor het berekenen van overeenkomsten tussen talen. In die tijd was in de Sovjetunie elke uiting van panturkisme taboe. Toch slaagden zij er in 1980 tijdens een conferentie van turkologen in Tasjkent in hun theorie te presenteren, al werd de bijeenkomst beëindigd zodra duidelijk was geworden waar het om ging. Soms wisten zij de censuur te omzeilen door hun ideeën in een gecamoufleerde vorm te verpakken, bijvoorbeeld door ze op Afrika te betrekken.

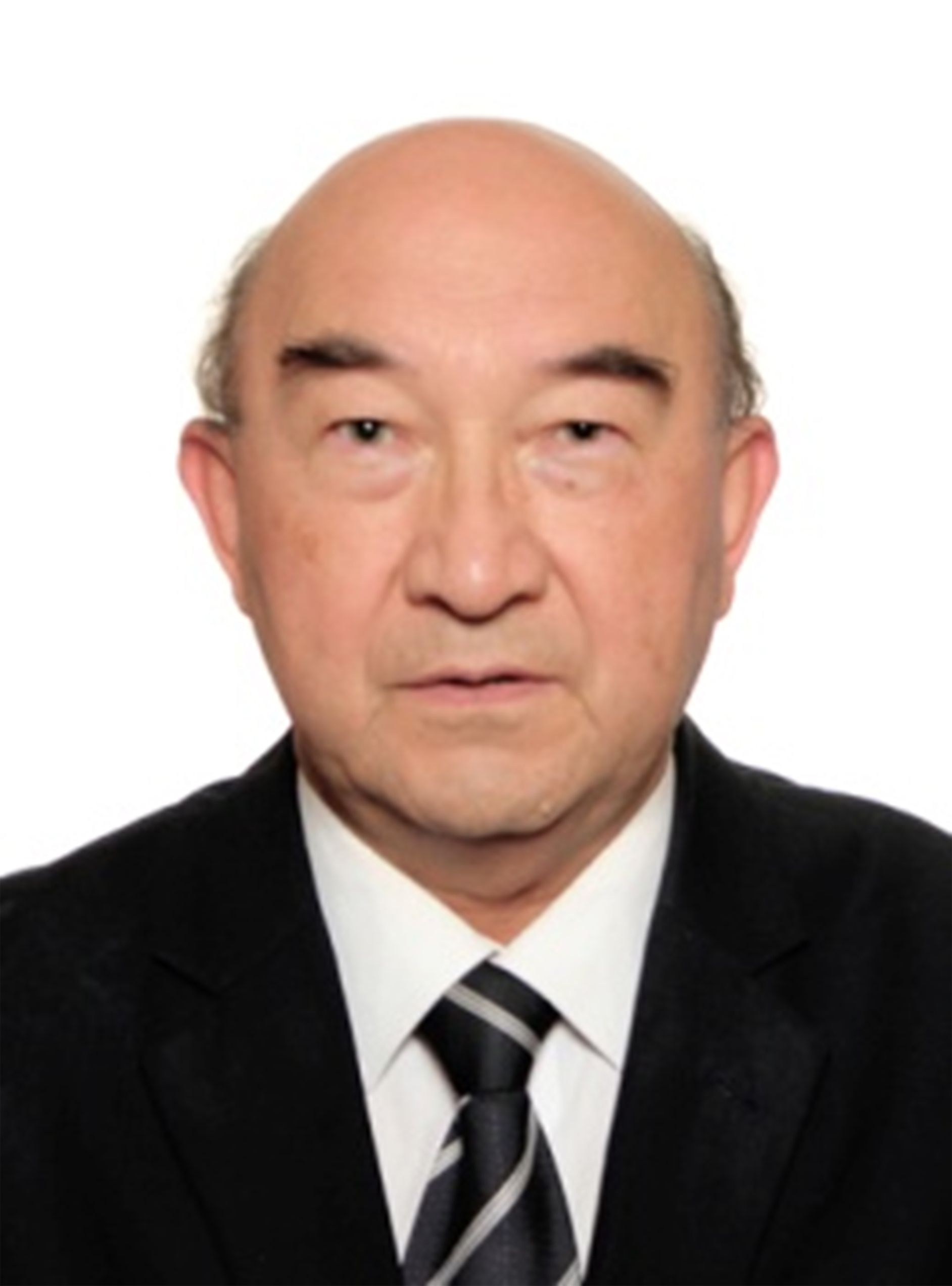
Baxtiyor Karimov

Pas in 1992, nadat Oezbekistan onafhankelijk was geworden, konden Karimov en Mutalov hun theorieën publiceren in een boek met de titel Ortatürk tili. Een jaar na deze Oezbeekse versie verscheen ook een Engelse vertaling. In dit boek leggen zij hun wiskundige formule uit aan de hand van voorbeelden uit vijf Turkse talen: Azerbeidzjaans, Tataars, Turks, Oezbeeks en Kazachs. Daarnaast geven zij voorbeelden waarin hetzelfde principe wordt betrokken op de Slavische, Romaanse en Iraanse talen. In 2008 publiceerden zij een tweede, bijgewerkte versie van het project en in 2019 een derde. Daarin werden aan de vijf genoemde talen drie nieuwe talen toegevoegd: Turkmeens, Kirgizisch en Oeigoers. Het doel van het Ortatürk is, in de woorden van Karimov, "begrijpelijk te zijn voor alle Turkse volkeren, hen bijeen te brengen en de culturele banden te versterken." Hij benadrukt dat het niet zijn bedoeling is de bestaande etnische talen te vervangen:

Ons project stelt aan dertig Turkse volkeren voor dat zij op gecoördineerde wijze één stap naar voren zetten teneinde op één punt terecht te komen. En dat punt is de gemiddelde Turkse taal, die naast de dertig Turkse talen zal kunnen gaan functioneren. Geen van die dertig talen zal verdwijnen of in een dialect worden omgezet.

In november 2007 nam de Vijfde Kurultai ("congres") van de Wereldassemblee van Turkse Volkeren (VATN) in Kazachstan een besluit op grond waarvan op 18 maart 2008 het Internationaal Instituut voor de taal "Ortatürk" ("Anatürk") werd opgericht. Directeur van dit instituut was tot 2013 Baxtiyor Karimov. Door dit instituut werd aan de hand van een vereenvoudigde versie van het oorspronkelijke voorstel van Karimov en Mutalov een computerprogramma geschreven, dat van woorden uit diverse Turkse talen het gemiddelde kon berekenen. Leidend daarbij was het principe van een "dubbele meerderheid": woorden moesten voorkomen in een meerderheid van de talen en begrepen worden door een meerderheid van de moedertaalsprekers. In 2017 was op deze manier de woordenschat inmiddels uitgebreid tot 11 000.

### Öztürk
Tijdens de Zesde Kurultaj van de Wereldassemblee van Turkse Volkeren in 2014 gaf de toenmalige directeur van het Ortatürkinstituut, de in 1955 geboren Krim-Tataarse taalkundige Vadim Aldanovitsj Mirejev, in het Ortatürk een presentatie over de taal. Daarin vertelde hij onder meer dat de taal het Latijnse alfabet zou gebruiken, inclusief letters met diakritische tekens om specifiek Turkse klanken weer te geven. Tijdens de bijeenkomst werd ook de "Hymne van de Turkse eenheid", het eerste officiële document in het Ortatürk, ten gehore gebracht. De deelnemers besloten dat het Ortatürk geleidelijk zou gaan dienen als communicatiemiddel tijdens toekomstige inter-Turkse bijeenkomsten, dat het gedoceerd zou gaan worden aan de Gagaoezische Universiteit in Comrat (Moldavië en dat er een onlinekrant zou gaan verschijnen met nieuws uit de Turkse wereld.
In 2022 vormde een Kazachse groep onder leiding van Mirejev het Ortatürk om tot het Öztürk, een vereenvoudigd prototype dat gebaseerd was op de ideeën van Karimov. In 2023 publiceerde Mirejev het boek Öztürk tili met een grammatica, een woordenlijst en voorbeeldteksten. Dit woordenboek, met ruim 16 000 woorden, was tot stand gebracht met behulp van een computeralgoritme dat op basis van vijftig talen (waaronder een groot aantal uitgestorven en uitstervende talen) letter voor letter gemiddelden berekende. Ook hierbij werd het principe van de "dubbele meerderheid" gehanteerd.
Het Öztürk wordt gepresenteerd als een meer praktische en toegankelijke versie van het Ortatürk, maar de verschillen zijn klein. Waar het Öztürk vaker gebruikmaakt van woorden van Turkse herkomst die op velen enigszins archaïsch overkomen, zoals bitik "boek", kiest het Ortatürk vaker voor woorden van Arabische of Perzische herkomst die in veel Turkse talen worden gebruikt (kitap). Daardoor is het Ortatürk voor hedendaagse sprekers iets gemakkelijker te begrijpen. Beide versies hebben een eigen groep op het Russische sociale netwerk VK. 

## Andere projecten
Naast bovengenoemd project hebben op het internet ook enkele andere, minder ontwikkelden projecten voor een inter-Turkse taal het licht gezien, waaronder Jalpi türk tili (op basis van het Turks, Azerbeidzjaans, Kazachs, Oezbeeks, Turkmeens en Oeigoers) en Turan tili (gebaseerd op de drie grootste families binnen de Turkse talen: het Kiptsjaaks, het Ogoezisch en het Karloeks).

## Alfabet
Het Ortatürk wordt geschreven met een versie van het Latijnse alfabet die gebaseerd is op het Gemeenschappelijke Turkse alfabet uit 1991, dat op zijn beurt is afgeleid van het Turkse alfabet, maar met enkele toevoegde letters: /ä/, /ñ/, /q/, /w/ (ter vervanging van de Turkse letter /v/) en /x/.
| A a | Ä ä | B b | C c  | Ç ç  | D d  | E e       | G g  |
| [ɑ] | [æ] | [b] | [d͡ʒ] | [t͡ʃ] | [d]  | [e]       | [gʲ] |
| Ğ ğ | H h | I ı | İ i  | J j  | K k  | L l       | M m  |
| [ɣ] | [χ] | [ɯ] | [i]  | [ʒ]  | [kʲ] | [ɫ], [lʲ] | [m]  |
| N n | ñ   | O o | Ö ö  | P p  | Q q  | R r       | S s  |
| [n] | [ŋ] | [o] | [ø]  | [p]  | [q]  | [r]       | [s]  |
| Ş ş | T t | U u | Ü ü  | W w  | X x  | Y y       | Z z  |
| [ʃ] | [t] | [u] | [ү]  | [w]  | [x]  | [j]       | [z]  |

## Tekstvoorbeeld

### Türk birligi maqtaw yırı (Hymne van de Turkse eenheid)
| Ata-yurtum – çeksiz Turan, Bayraq tikken Türk babam. Altay, İdil, Qırım, Turfan, Toğup-ösken bizim Watan - Ulu Watan! Naqaratı ("refrein"): İleri, birlik yolğa, Er Türkniñ batır oğulları, Yaşa, mengi yaşa, Yañarıp, büyükte Turan eli! | Bütün türk birligi uçun, Babalarnıñ uzat işin. Birlik bayraq biyik tursun. Türklerni dunya bilsin, körsün küçün! Naqaratı | Yardım bizge – Kök Tanrı! Ruhları qağanlarnıñ. Tonuköktey aqıllılarnıñ, Eli uçun tökken terin, qızıl qanın. Naqaratı | Küç alayıq tuwğan yerden, Kökten sewgen altın künde, Yaratılğanmız taş-temirden, Bolsun mengi yeñiş biz bile, yeñiş biz bile! Naqaratı |